# Dichagyris celsicola
Dichagyris celsicola is een vlinder uit de familie uilen (Noctuidae). De wetenschappelijke naam is voor het eerst geldig gepubliceerd in 1859 door Bellier.
De soort komt voor in Europa.